# Przełęcz Płoszczyna

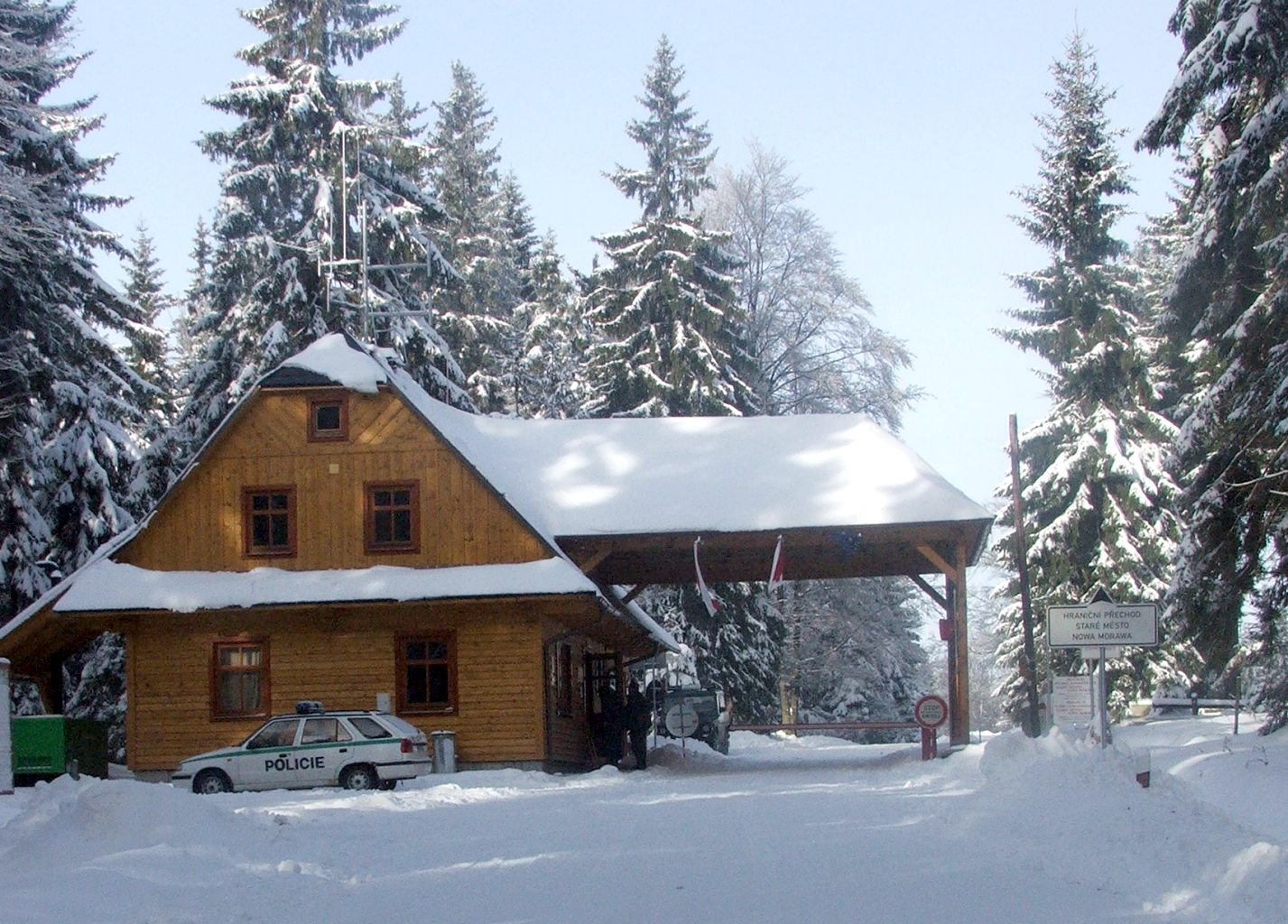
Przełęcz zimą

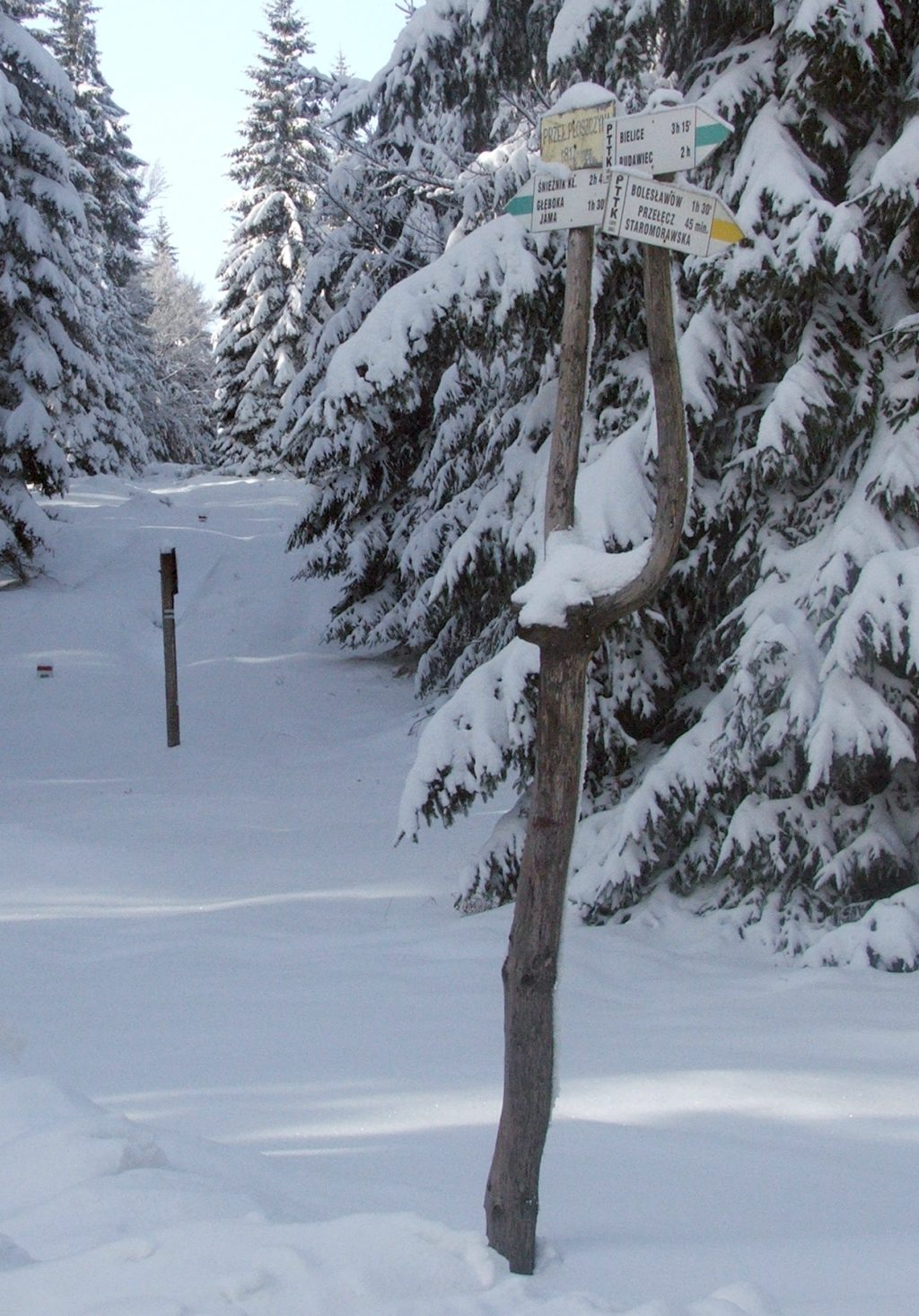
Węzeł szlaków na przełęczy

Przełęcz Płoszczyna (817 m n.p.m., czes. Kladské sedlo, niem. Platzenberger Pass) – przełęcz w Sudetach Wschodnich na granicy polsko-czeskiej, oddzielająca Masyw Śnieżnika od Gór Bialskich. Czesi nazywali również tę przełęcz Kladská brána, czyli Kłodzką Bramą, zaś w polskich źródłach nazywana była Przełęczą Morawską.

## Geografia
Przełęcz jest miejscem rozgraniczającym dwa pasma górskie: Masyw Śnieżnika i Góry Bialskie. Według (Regionalizacji fizycznogeograficznej Polski) J. Kondrackiego Góry Bialskie wchodzą w skład Gór Złotych (332.61). Podobnie uważają czescy geografowie, dla których „Rychlebské hory” rozciągają się od Przełęczy Płoszczyna do Przełęczy Ramzowskiej (czes. Ramzovske sedlo). Przy takim podejściu Przełęcz Płoszczyna oddziela Masyw Śnieżnika od Gór Złotych. W miejscu tym znajduje się historyczna granica pomiędzy Morawami a Śląskiem, oraz między Królestwem Pruskim i Austro-Węgrami. Sąsiednie kulminacje to Sierstkowa 974 m n.p.m. i Rykowisko 948 m n.p.m. Całą przełęcz porasta las świerkowy regla dolnego.

## Drogi i przekraczanie granicy
Przez przełęcz przechodzi, wijąca się serpentynami droga ze Stronia Śląskiego (zaczynająca się jako ul. Sportowa) przez Starą Morawę, Bolesławów, Nową Morawę do Starého Města na Morawach. Jest to końcowy odcinek drogi wybudowanej w XIX w. przez królewnę Mariannę Orańską, właścicielkę okolicznych dóbr. Droga zaczyna się w Kamieńcu Ząbkowickim, gdzie Marianna Orańska wzniosła pałac. Dalej prowadzi kolejno przez Złoty Stok, Lądek-Zdrój, Stronie Śląskie i Bolesławów. W połowie jej długości, w Lądku-Zdroju wzniesiono kościół ewangelicki oraz kolumnowy pomnik ku czci królewny Marianny. Odcinek drogi od Bolesławowa do Przełęczy Płoszczyna nosi nazwę Drogi Morawskiej.
Jeszcze starsza droga (dziś prawie nieuczęszczana) od północnej strony prowadzi na przełęcz z Bolesławowa przez Kamienicę, grzbietem Zawady i przez Przełęcz Staromorawską (794 m n.p.m.). Odcinek drogi pomiędzy przełęczami nosi nazwę Drogi Staromorawskiej. Przy drodze tej dziś zachowały się pozostałości starych umocnień ziemnych z czasów wojny trzydziestoletniej, tzw. „Szwedzkie Szańce” oraz grupa kamiennych rzeźb śpiących apostołów i Chrystusa w Ogrójcu.
Między zamkniętymi szlabanami granicznymi na Przełęczy Płoszczyna od lat 70. XX wieku stał schron turystyczny pełniący rolę pomieszczenia służbowego Straży Granicznej. Później funkcjonowało turystyczne przejście małego ruchu granicznego, czynne od 6:00 do 22:00. Z obu stron granicy wybudowano nowe drogi i postawiono nowy budynek dla Straży Granicznej i czeskich pograniczników. Zostało ono zlikwidowane 21 grudnia 2007 w związku z przystąpieniem Polski i Czech do układu z Schengen.
Obecnie przekraczanie granicy na Przełęczy dozwolone jest dla pojazdów o masie do 16 ton.
W budynku po Straży Granicznej jest obecnie czeskie schronisko Horská chata Sedlo z trzema pokojami (8 łóżek) i bufetem, czynne okazjonalnie.

## Szlaki turystyczne
- (polski) od schroniska „Na Śnieżniku” i szczytu Śnieżnika do Bielic[1],
- (polski) od przełęczy do Kamienicy i Bolesławowa,

Z przełęczy łatwo też dojść, posługując się mapą, do pobliskiego rezerwatu Nowa Morawa.